# Secretaría General de Innovación
La Secretaría General de Innovación (SGInn) de España es el órgano directivo del Ministerio de Ciencia, Innovación y Universidades, adscrito a la Secretaría de Estado de Ciencia, Innovación y Universidades, que se encarga de dirigir las competencias atribuidas al Departamento en materia de innovación.
Asimismo, es el órgano directivo del Ministerio de Ciencia responsable de la dirección estratégica del Centro para el Desarrollo Tecnológico y la Innovación (CDTI) y de la coordinación estratégica de la Agencia Espacial Española, esta última en coordinación con el Ministerio de Defensa.

## Historia

### Primera etapa (2009-2012)
La Secretaría General de Innovación se crea por primera vez en abril de 2009, asignándole «la orientación de la política de innovación en todos los sectores, la coordinación de los instrumentos financieros de ayuda a la innovación y la extensión al tejido empresarial de la política de innovación». Asimismo, se le asignó una Dirección General de Transferencia de Tecnología y Desarrollo Empresarial y un Gabinete Técnico. Aunque a finales de 2011 asumió parte de las funciones de la extinta Dirección General de Cooperación Internacional y Relaciones Institucionales del Ministerio de Economía y Competitividad, fue finalmente suprimida en febrero de 2012.

### Segunda etapa (2020-presente)
Casi ocho años más tarde, en enero de 2020, se recuperó el órgano directivo, con un gabinete técnico y dos subdirecciones: la Subdirección General de Fomento de la Innovación de la anterior Dirección General de Investigación, Desarrollo e Innovación y una nueva Subdirección General de Coordinación de la Innovación.
Posteriormente, con las reformas derivadas realizadas desde finales de 2023 hasta principios de 2024, la Secretaría General perdió las competencias relacionadas con el intercambio y la transferencia de conocimiento, en favor de la nueva Dirección General de Planificación, Coordinación y Transferencia de Conocimiento. En cambio, recibió todas aquellas relacionadas con el sector aeroespacial, pasando a supervisar el PERTE Aeroespacial —tras la supresión del Comisionado para el PERTE Aeroespacial— y supervisando desde entonces la actividad de la Agencia Espacial Española, que se adscribía al Ministerio a través de este órgano directivo.

## Estructura
Dependen de la Secretaría General de Innovación los siguientes órganos directivos:
- El Gabinete Técnico, como órgano de apoyo y asistencia inmediata a la Secretaría General de Innovación.
- La Subdirección General de Fomento de la Innovación, a la que le corresponde fomentar la innovación en el ámbito empresarial, principalmente asegurando que las empresas y recursos humanos del sector se beneficien de las bonificaciones gubernamentales, así como de impulsar la compra pública de innovación y las actuaciones relacionadas con la «Red Innpulso – Red de Ciudades de la Ciencia y la Innovación». En el ámbito de sus competencias, también gestiona programas operativos cofinanciados por fondos de la Unión Europea.
- La Subdirección General de Coordinación de la Innovación, a la que le corresponde impulsar programas conjuntos con otras administraciones en materia de innovación, las relaciones institucionales en este ámbito, tanto a nivel nacional como internacional, la coordinación general de las políticas y programas de innovación, y la gestión de los premios nacionales en materia de innovación y diseño.
- La Subdirección General de Política y Estrategia Aeroespacial, a la que le corresponde coordinar las políticas relacionadas con el PERTE Aeroespacial, fomentar la colaboración entre administraciones públicas y la colaboración público-privada en este ámbito, así como impulsar estrategias, políticas y medidas en favor del sector aeroespacial español.

### Organismos adscritos
- El Centro para el Desarrollo Tecnológico y la Innovación (CDTI), cuya presidencia ostenta la persona titular de la Secretaría General de Innovación.
- La Agencia Espacial Española (AEE), cuya presidencia ostenta la persona titular del Ministerio de Ciencia, Innovación y Universidades.

## Presupuesto
La Secretaría General de Investigación tiene un presupuesto asignado de 1 487 455 580 millones de € para el año 2023.
| Nº Programa | Programa                                          | Dotación        | Ref.  |
| ----------- | ------------------------------------------------- | --------------- | ----- |
| 467C        | Investigación y desarrollo tecnológico-industrial | 1 487 455 580 € | [ 7 ] |

## Titulares
- Juan Tomás Hernani Burzaco (25 de abril de 2009-14 de enero de 2012)[8]
- Román Arjona Gracia (14 de enero de 2012-11 de febrero de 2012)[9]
- Teresa Riesgo Alcaide (30 de enero de 2020-presente)[10]